# Agudio (entreprise)
Pour les articles homonymes, voir Agudio.
Agudio, officiellement Agudio SpA est une entreprise de construction de  remontées mécaniques italienne basée à Turin.
L'entreprise a été fondée en 1861 par l'ingénieur Tommaso Agudio. Elle est, en particulier, spécialisée dans les funiculaires et téléphériques de transport de personnes, et conçoit également des transports industriels (blondins, téléphériques de matériaux, convoyeurs aériens).

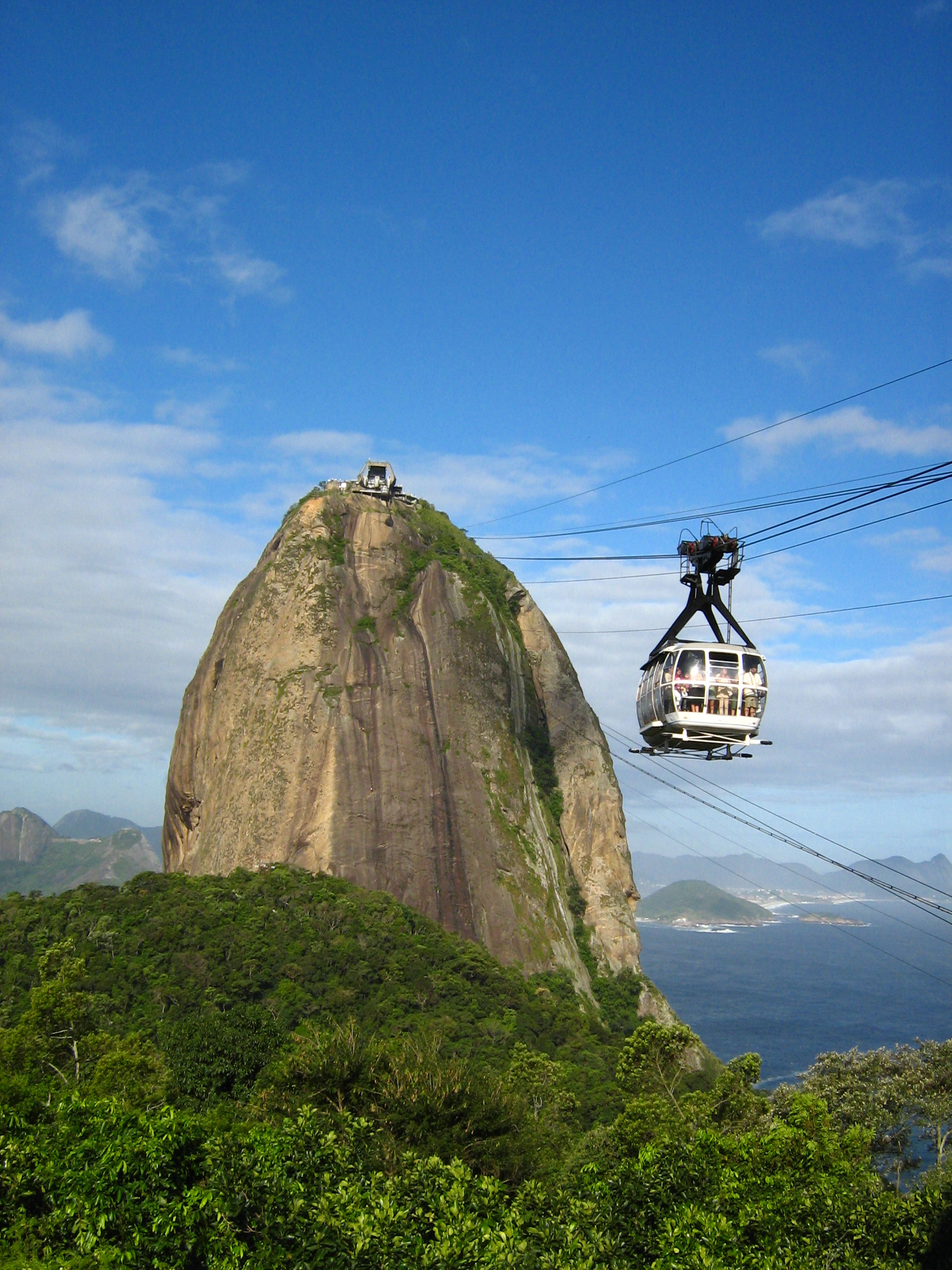
Téléphérique du Pain de sucre à Rio de Janeiro (Brésil).

Elle est rachetée en 1991 par la société française Pomagalski qui utilise la structure pour proposer ses produits sur le marché italien. L'entreprise change alors de nom pour s'appeler Poma Italia SpA, mais, avec le regroupement de Pomagalski et Leitner au sein du même holding HTI opéré par l'industriel italien Michael Seeber, la société turinoise reprend en 2007 son appellation historique et son précédent logo. L'entreprise est désormais sous l'égide directe du conseil de surveillance du groupe Leitner.
Agudio est connue pour avoir réalisé en 1884 le funiculaire de Superga (Italie), un téléphérique à va-et-vient entre Bolzano et le plateau de Renon en Italie, inauguré en 1966 (d'une longueur de plus de 4500 mètres, considéré à l'époque comme le téléphérique le plus long au monde, il a fonctionné jusqu'en 2006 et a été remplacé en 2009 par le téléphérique de Renon en technologie 3S, ou encore, les téléphériques du Pain de sucre dominant Rio de Janeiro (Brésil) en 1972,.